# 大斑鯧鰺
大斑鯧鰺（学名：Trachinotus botla），為輻鰭魚綱鱸形目鱸亞目鰺科鯧鰺屬下的一個種，分布於印度洋區，從索馬利亞至南非阿尔哥亚湾、馬達加斯加、斯里蘭卡、西澳大利亞等海域，體呈橢圓形且側扁，吻圓鈍，背部略微隆起，尾鰭叉形，體上方為黑色，下方為銀色。體側具有約1-5個深色橢圓斑，隨年齡增長而增加，尾鰭、第二背鰭和臀鰭灰暗至藍黑色，背鰭硬棘7枚、背鰭軟條22-24、臀鰭硬棘3枚、臀鰭軟條19-22枚，體長可達75公分，體重可達2.3公斤，棲息在沿海岩石沙底質海域，屬肉食性，成魚以甲殼類、貽貝、蠕蟲為食，可做為食用魚。